# Garibaldo
Garibaldo fue el hijo menor de Grimoaldo I de Benevento, rey de los lombardos, y de Theodota, hija de Ariberto I. Después de la muerte de su padre en 671,  reinó brevemente durante tres meses hasta que los numerosos partidarios de Pertarito, su tío, que había sido exiliado por Grimoaldo nueve años atrás, pidieron a su candidato que regresara y le eligieron, deponiendo al joven rey. Fue el último rey arriano en Europa.